# 鶏鳴寺

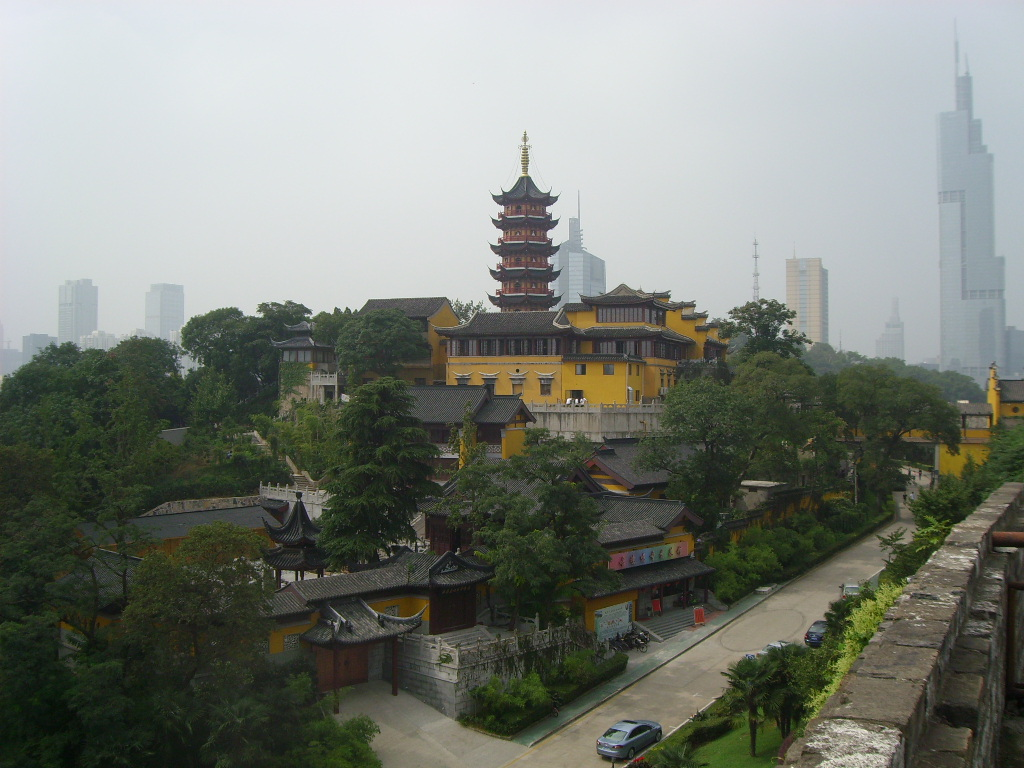
鶏鳴寺

鶏鳴寺（簡体字: 鸡鸣寺、繁体字: 鷄鳴寺、ji1-ming-2-si4、けいめいじ）は、中華人民共和国南京市玄武区の鶏籠山（欽天山、北極閣）にある寺である。

## 歴史
東晋の永康元年（300年）に創建される。南朝梁の大通元年（527年）に同泰寺と命名される。当寺は、稀代の崇仏皇帝として知られる武帝の奉仏活動の拠点となった、当時の都・建康の中心寺院である。すなわち、梁の宮城である台城の北に位置する当寺に向かい、大通門を造営した。「同泰」（tong-tai）と「大通」（tai-tong）とは反語である。また同時に、大通への改元が行なわれた。こうして、同泰寺と命名された年には、僧俗50,000人余を招いて四部無遮大会（むしゃだいえ）が設けられた。また、武帝は、翌年には、当寺において捨身（しゃしん）を行い、「三宝の奴」となることを宣したが、皇太子と百官が銭1億万緡を供して武帝の身を贖った。こうした捨身がその後3度も行なわれた。また、その後も当寺で、水陸大会などの大法会が数次にわたって開催された。さらに、仏教教理にも通じた武帝は、当寺において諸経典を講経している。中大通5年（533年）の「般若経」の講経は、無遮大会と併設されたため、30万余の僧俗が参集したという。
明の洪武20年（1387年）に鷄鳴寺となる。1000年以上の歴史がある南京有数の古寺である。周辺には台城、玄武湖、南京市人民政府がある。

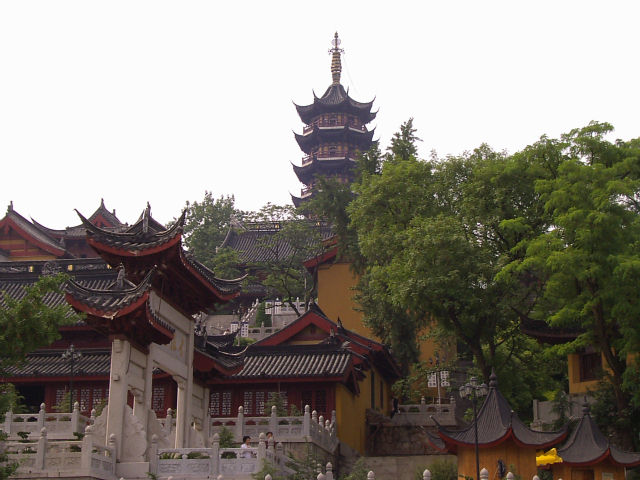
鶏鳴寺
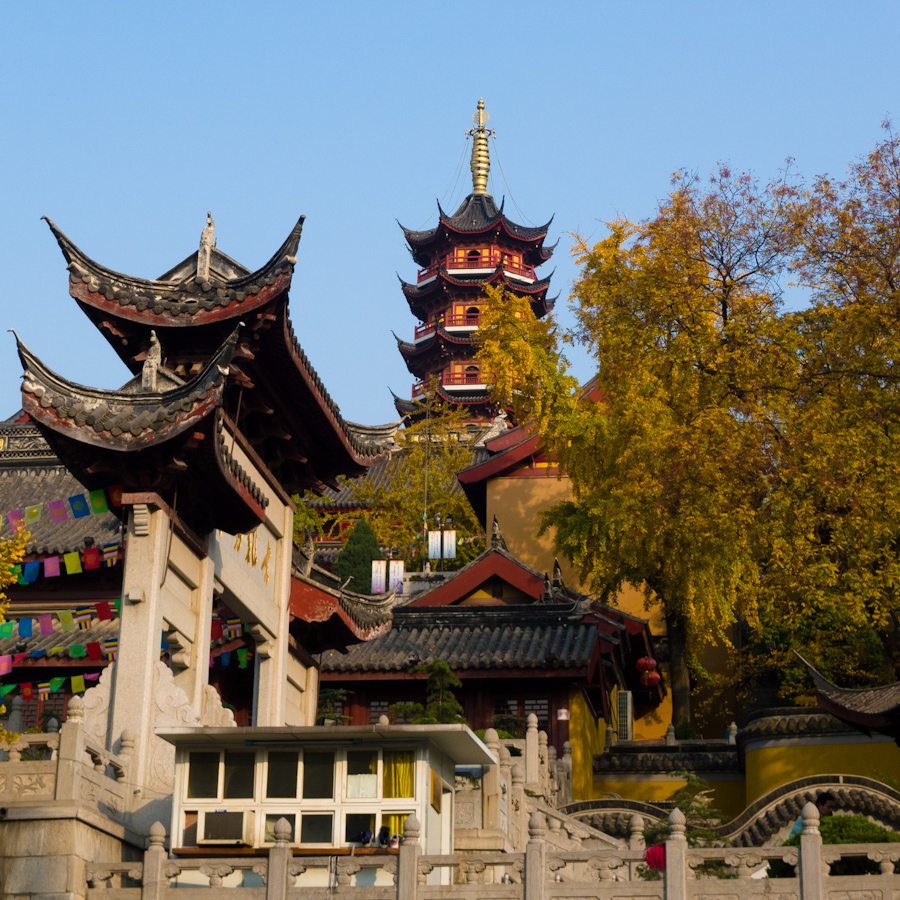
古生物研究所からの眺め
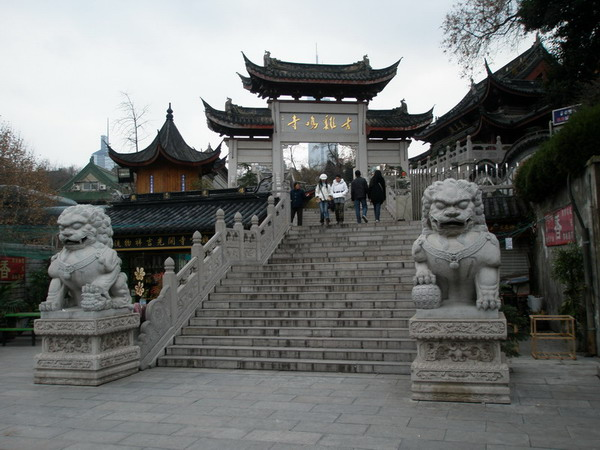
鶏鳴寺正門（入り口）の全景
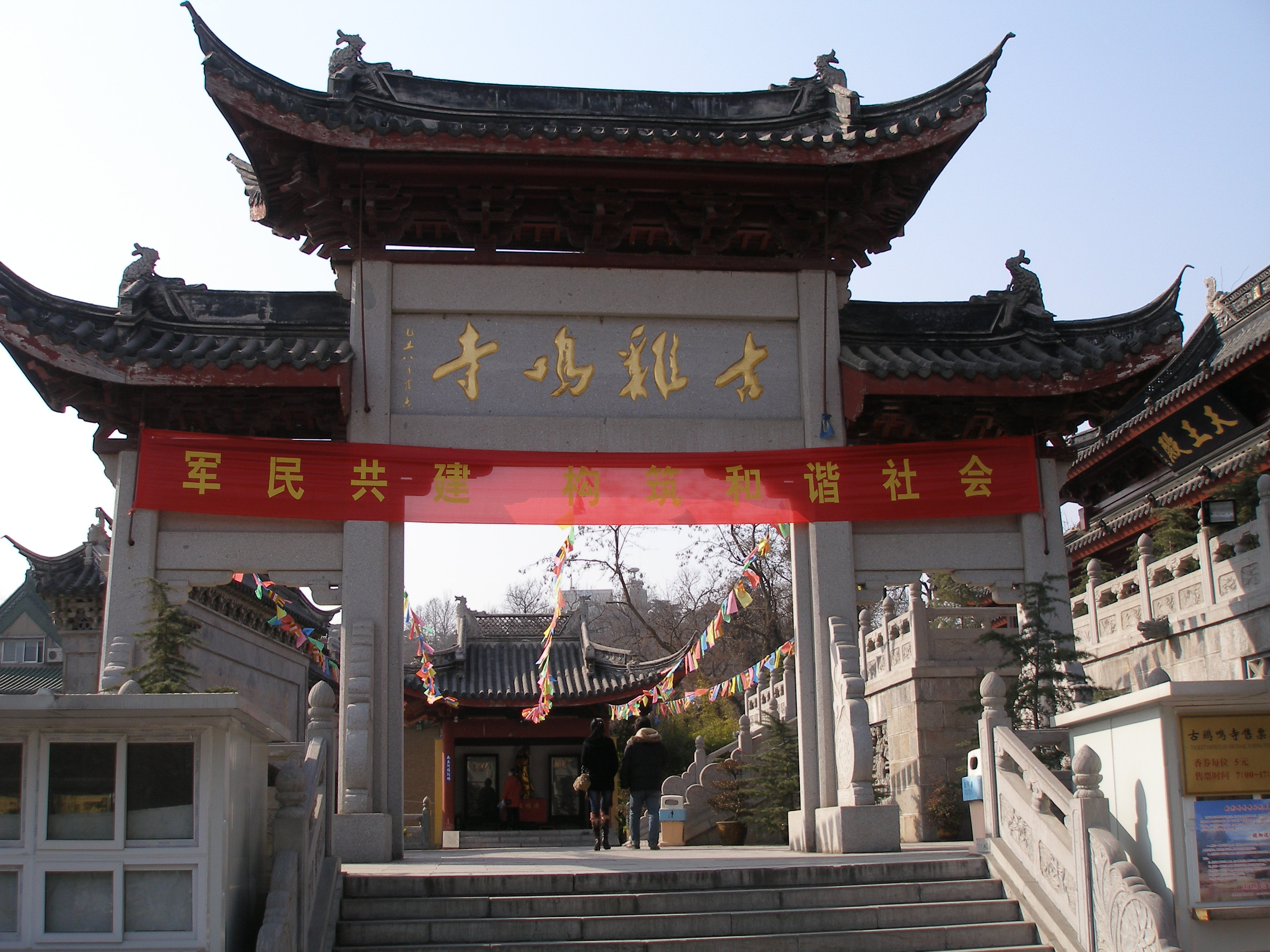
正門（入り口）
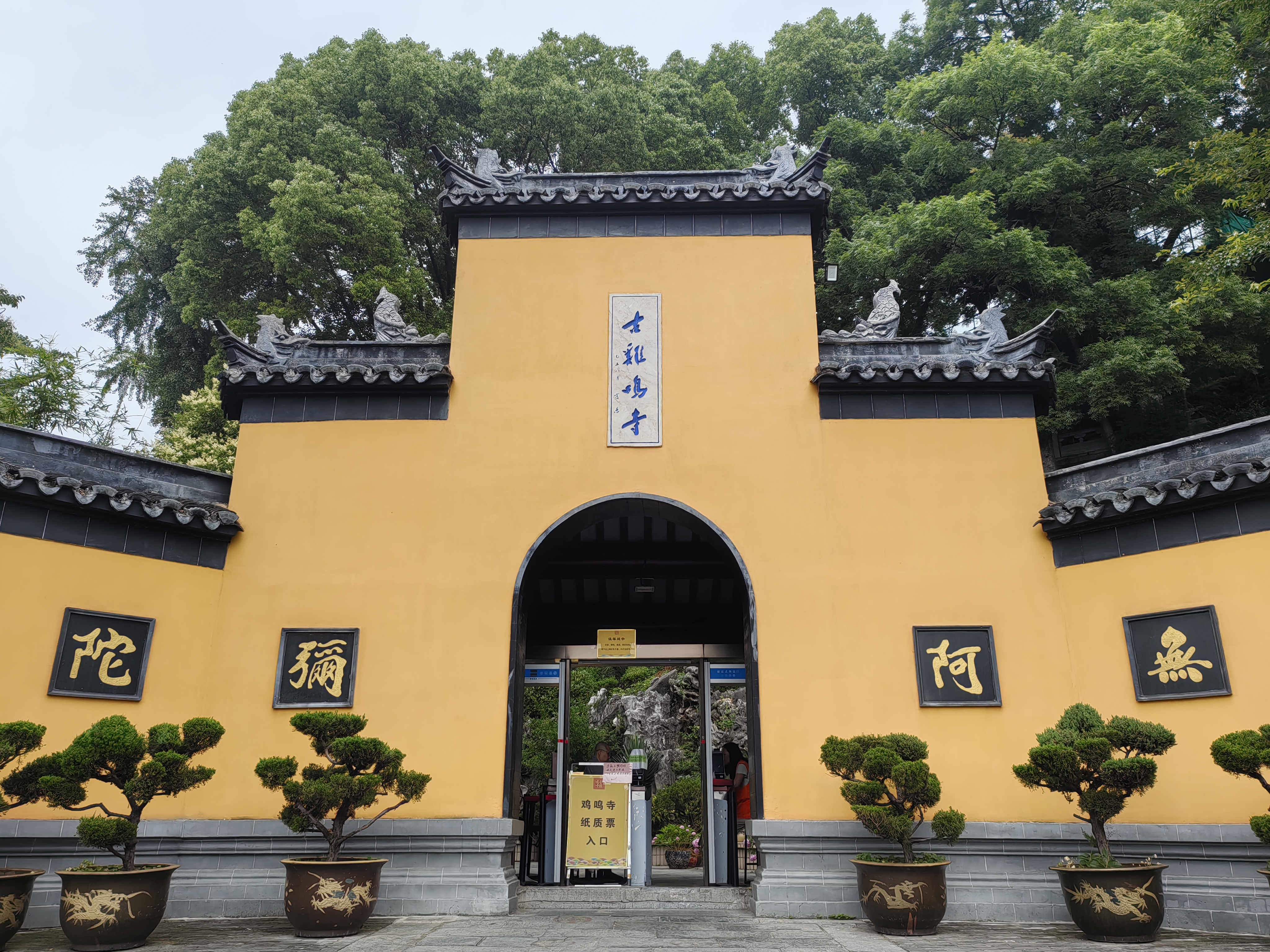
山門
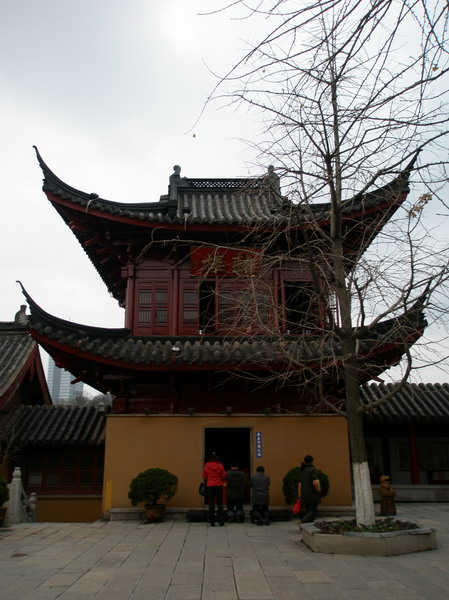
鼓楼
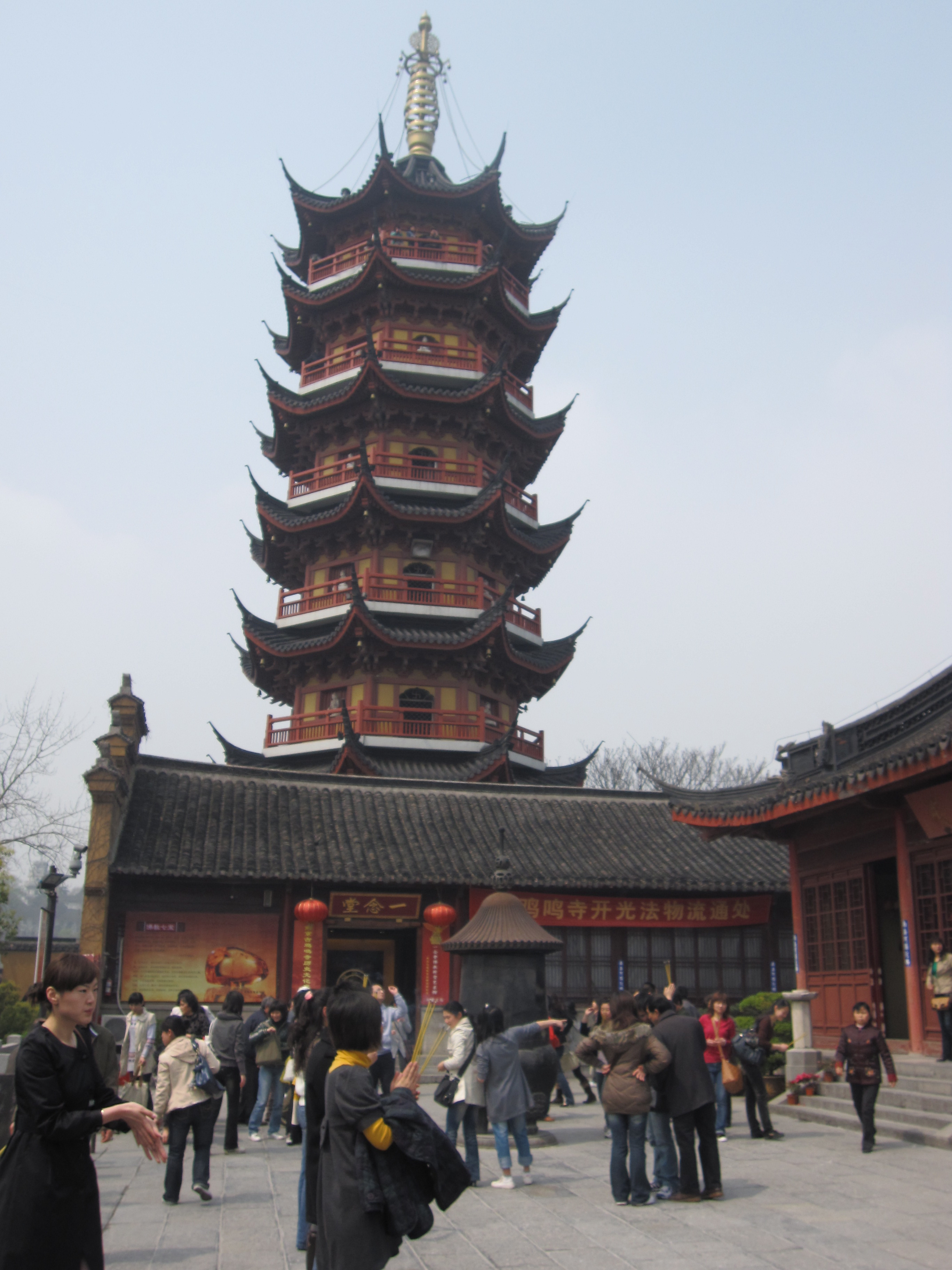
鶏鳴寺薬師仏塔（薬師塔）
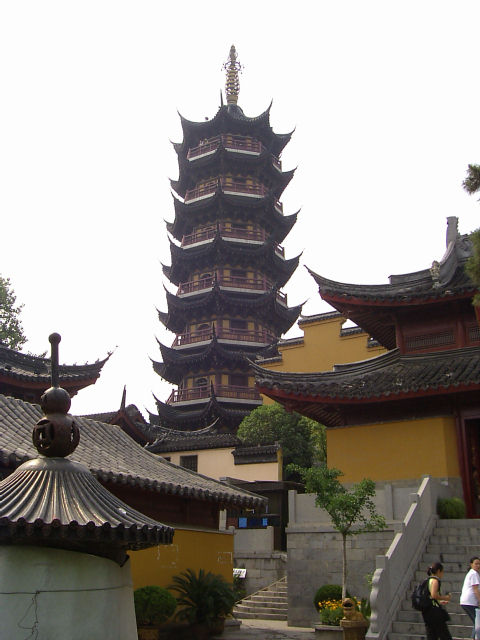
鶏鳴寺薬師仏塔
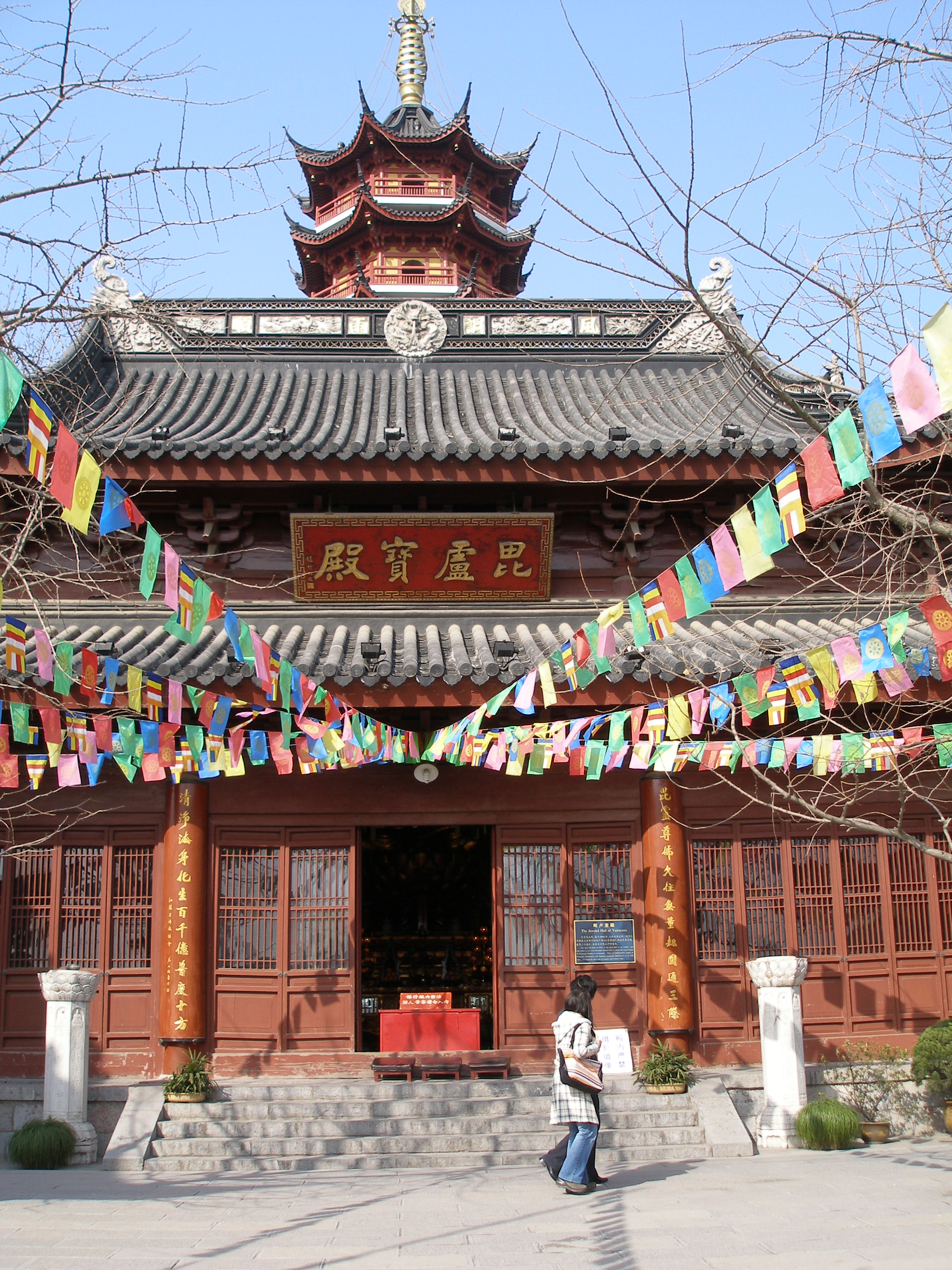
毘盧宝殿と薬師塔
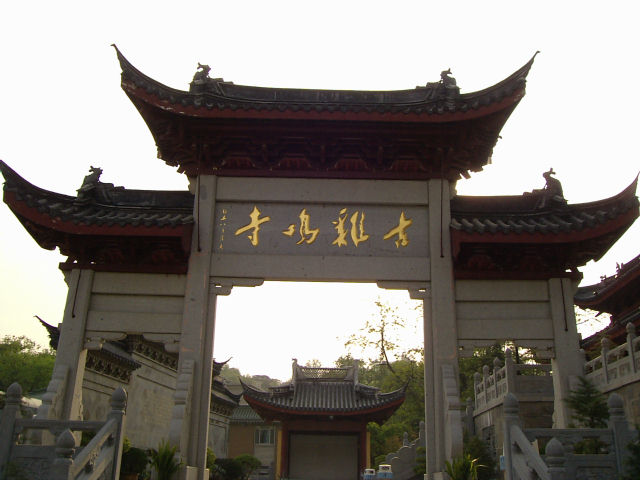
正門（入り口） 「古鷄鳴寺」
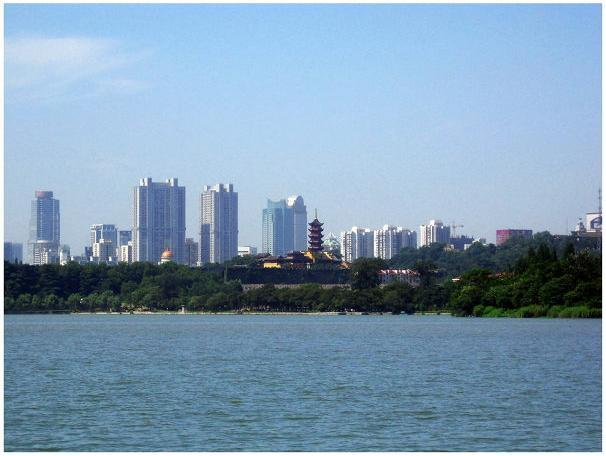
玄武湖からの眺め

## 拝観料・拝観時間
- 拝観料 — 10元
	薬師仏塔は別途5元（2009年1月現在）
- 拝観時間 — 8:30–16:30（2004年現在）

座標: 北緯32度03分47秒 東経118度47分24秒 / 北緯32.06306度 東経118.79000度